# گدین ۱۲۷۱۵
سیارک ۱۲۷۱۵ (به انگلیسی: 12715 Godin، نامگذاری:1991GR2) دوازده هزار و هفتصد و پانزدهمین سیارک کشف شده‌است که در ۸ آوریل ۱۹۹۱ کشف شد.
قدر مطلق سیارک برابر ۲۰.۴ است.